# Anton Vögtle

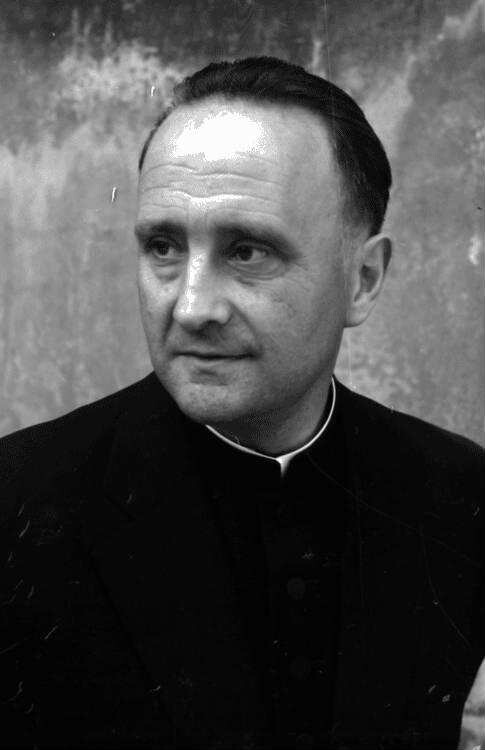
Anton Vögtle (1958)

Anton Vögtle (* 17. Dezember 1910 in Vilsingen; † 17. März 1996 in Freiburg im Breisgau) war ein deutscher katholischer Theologe. Er gilt als national und international anerkannter Exeget, Wissenschaftler und Wegbereiter historisch-kritischer Bibelauslegung im Bereich der katholischen Theologie sowie als einer der führenden katholischen Neutestamentler des 20. Jahrhunderts.

## Leben
Anton Vögtle wurde am 17. Dezember 1910 als viertes Kind der Eheleute Severin und Mina Vögtle in Vilsingen geboren. Nach dem Besuch der Volksschule in Vilsingen 1917 bis 1923 wechselte er auf das Humanistische Gymnasium in Sigmaringen. Er wohnte in dieser Zeit im Erzbischöflichen Gymnasialkonvikt St. Fidelishaus.
Nach seinem Abitur im Jahr 1930 studierte er Philosophie und Katholische Theologie an der Universität Freiburg. Im Sommersemester 1930 trat er dort der katholischen Studentenverbindung W.k.St.V. Unitas-Eckhardia bei. Er promovierte 1935 im Alter von 24 Jahren mit der Arbeit „Die Tugend und Lasterkataloge im Neuen Testament: Exegetisch, religions- und formgeschichtlich untersucht“ bei Alfred Wikenhauser.
Am 22. März 1936 wurde er in Freiburg zum Priester geweiht. 1936 erhielt er Anstellung als Vikar in Heitersheim und Mannheim. 1939 folgten Studienaufenthalte in Bonn und Berlin. Im Zweiten Weltkrieg war er von 1940 bis 1945 Kriegspfarrer: Zuerst als Lazarettpfarrer, dann im Krieg gegen die Sowjetunion Divisionspfarrer bei der 25. Division. Dort hat er Gottesdienste gehalten, Tote begraben, Menschen in einer grausamen Zeit begleitet. Ein Bild zeigt ihn beim Messelesen an einem Altar mit einer Hakenkreuzfahne als Altartuch. Zur Rolle Vögtles in der Diktatur meinte Freiburgs Weihbischof Paul Wehrle, der Student bei Vögtle gewesen ist: „Vögtle war natürlich kein Nazi, er sah seine Aufgabe als Seelsorger auch im Bereich der Wehrmacht.“ Allerdings habe sich Vögtle nach 1945 nie explizit vom Nationalsozialismus distanziert.
Nach dem Krieg war er ab 1947 Pfarrverweser in Schlatt im Breisgau. Er habilitierte sich 1949 in Freiburg mit einer Arbeit zum Thema Der Menschensohn: Ein Deutungsversuch der christologischen Offenbarung und lehrte als Dozent. 1950 besuchte er ein Sonderstudium in Rom am Päpstlichen Bibelinstitut.
1951 wurde er auf einen Lehrstuhl für Neues Testament an der Theologischen Fakultät Trier berufen  (SS 1951), zum Wintersemester 1951/52 Jahr übernahm er den Lehrstuhl für neutestamentliche Theologie und Exegese an der katholisch-theologischen Fakultät der Universität Freiburg, den er bis 1978 innehatte. 1958/59 war er Rektor der Universität Freiburg.
Anton Vögtle hatte zusammen mit Verwandten in Vilsingen ein Haus gebaut. Der Professor war sich nicht zu schade, beim Bau selbst Hand anzulegen und mitzuhelfen. In dessen erster Etage hatte er seine Wohnung, die er bis zu seinem Tod regelmäßig, wenn er „nach Hause“ kam, bewohnte. In seiner Wohnung gab es ein Studierzimmer. Darin saß Vögtle, rauchte Zigarren oder Pfeife und arbeitete an seinen Publikationen. Er war ein „umkomplizierter und herzlicher Mensch, der mit jedem Bauer, mit jedem Kind geredet hat“ und „oft mit seinen Verwandten über seine Publikationen hat reden wollen, aber kaum einer richtig verstehen konnte“. Im Dorf nannte man ihn liebevoll „Vögtle Done“ oder ehrfurchtsvoll den „Professor“.
1965 lehnte er den Ruf nach Bonn ab. 1966 erhielt er den Titel Päpstlicher Hausprälat, 1967 den Titel Päpstlicher Konsultor tätig.
Er war ab 1972 Mitglied der Heidelberger Akademie der Wissenschaften und von 1973 bis 1985 Vorsitzender des Katholischen Bibelwerks e. V. (KBW). Als erster deutscher katholischer Neutestamentler wurde er 1973 in die internationale interkonfessionelle Studiorum Novi Testamenti Societas aufgenommen. Er war Lebzeiten Referent auf zahlreichen Konferenzen.
Zum Jahr 1979 erfolgte seine Emeritierung. Auch im hohen Alter setzte Vögtle sich sonntags oft in aller Frühe ins Auto und fuhr nach Freiburg, um dort einen Gottesdienst zu halten. Anton Vögtle verstarb am 17. März 1996 in Freiburg und wurde am 22. März auf dem Friedhof in Vilsingen beigesetzt.
Vögtle hatte einen älteren Bruder, der ebenfalls Priester und hoher katholischer Würdenträger war, den Freiburger Domherr und Prälat Josef Vögtle (* 4. Dezember 1889 in Vilsingen; † 1. Dezember 1953 in Freiburg im Breisgau).

## Werk
Anton Vögtle gilt als einer der führenden katholischen Neutestamentler des 20. Jahrhunderts. Die katholische Bibelwissenschaft nach dem Zweiten Weltkrieg wäre ohne die Arbeit von Anton Vögtle undenkbar gewesen. Er wirkte maßgebend an der Etablierung der historisch-kritischen Exegese in der katholischen Theologie mit. Sein Schwerpunkt war die formgeschichtliche Forschung; er veröffentlichte bedeutende Arbeiten zum Evangelium nach Matthäus, zum Osterverständnis, zum Brief an die Hebräer und zur Apokalyptik. 1994 erschien sein Kommentar zum Brief des Judas und zum 2. Brief des Petrus. Er gehörte zum Kreis der Übersetzer des Neuen Testaments in der Einheitsübersetzung. Zu seinen Schülern gehören Dieter Zeller und Lorenz Oberlinner.
Vögtle hat sein ganzes Leben dem Ziel gewidmet, das Wort Gottes als Offenbarung für die Menschen zu erschließen. Er hat sich den Texten mit der historisch-kritischen Methode angenähert, um herauszufinden, wie die einzelnen Texte im Urchristentum entstanden sind, mit welchem Ziel und für wen sie geschrieben wurden. Vögtles Ansinnen war, die echten Worte Christi herauszukristallisieren und das Evangelium kritisch im Kontext der Entstehungszeit zu betrachten. Diese wissenschaftliche Methode der Exegese ist im christlichen Glauben wichtig, weil der Glaube durch die Geburt Christi einen historischen Charakter hat. Zahlreiche wissenschaftliche Arbeiten und Bücher auf dem Gebiet der neutestamentlichen Exegese zeugen von seinem Wirken. Zudem stand er mit dem evangelischen Theologen Rudolf Bultmann (1884–1976) in Kontakt, der auf protestantischer Seite ein Wegbereiter für die moderne, wissenschaftliche Bibelauslegung war.

## Ehrung

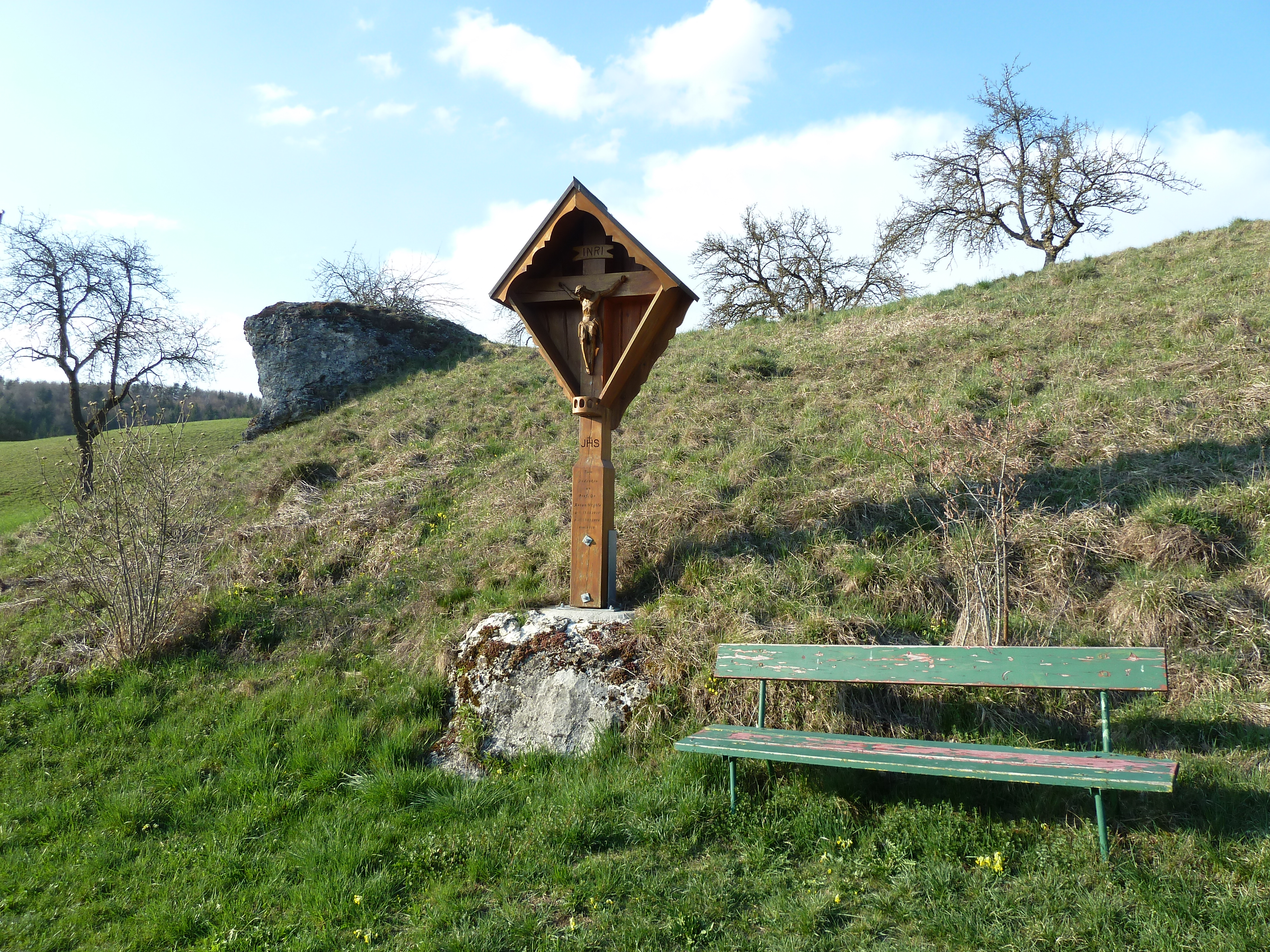
Gedenkkreuz mit dem Storzenstein im Hintergrund

1973 wurde er zum Ehrendomkapitular ernannt. Seine damals selbstständige Heimatgemeinde Vilsingen ehrte ihn am 18. März 1973 für seine Leistungen mit der Ernennung zum Ehrenbürger. Im Jahr 1981 wurde ihm die Auszeichnung des Ehrendomherrs zuteil.
Anlässlich des 100. Geburtstag von Anton Vögtle wurde am 17. Dezember 2010 in der Vilsinger Pfarrkirche St. Johannes und Paulus durch Freiburgs Weihbischof Paul Wehrle ein feierlicher Gottesdienst zelebriert und in einem anschließenden Festakt eine Ausstellung in der Vilsinger Pfarrscheuer eröffnet.
Er war stets seiner Herkunft verpflichtet. Wenn er nach Vilsingen kam, war sein erster Gang immer mit seinem Hund, einem Collie, in die Felder. An seinem Lieblingsplatz Richtung Dietfurt, dem Storzenstein, wurde an Christi Himmelfahrt 2011 das Vögtle-Kreuz eingeweiht, ein von Hans und Emilie Stroppel gestiftetes und von Josef Bauer gefertigtes Denkmal.